# لوریکوسور
لوریکوسور (نام علمی: Loricosaurus scutatus) نام یک سرده از شاخه طنابداران است.